# Aeroport de Catumbela
L'aeroport de Catumbela (codi IATA: CBT, codi OACI: FNCT) és un aeroport que serveix Catumbela, una ciutat costanera de la província de Benguela a Angola.

## Aerolínies i destinacions
| Aerolínies           | Destinacions                       |
| -------------------- | ---------------------------------- |
| SonAir               | Luanda                             |
| TAAG Angola Airlines | Luanda, Lubango, Ondjiva, Windhoek |

## Història
L'aeroport de Catumbela fou inaugurat pel president de la república, José Eduardo dos Santos, el 27 d'agost de 2012. Està capacitat per acollir 2,2 milions de passatgers per any i atendre més de 900 persones per hora. Posseeix 16 mostradors per check-in i 18 per a serveis d'immigració, sales de protocol i per clients business i de primera classe, restaurant i bars.